# HMS Ajax (1912)
La HMS Ajax fu la terza delle quattro corazzate dreadnought della classe King George V costruite dalla Royal Navy all'inizio degli anni '10. 
Dopo l'entrata in servizio nel 1913, spese la maggior parte della sua carriera assegnata alla Home e Grand Fleet. Oltre alla partecipazione nella fallimentare spedizione per intercettare le navi tedesche che avevano bombardato Scarborough, Hartlepool e Whitby nel 1914, alla battaglia dello Jutland nel maggio 1916 e alla inconclusiva azione del 19 agosto seguente, il suo servizio durante la prima guerra mondiale consistette principalmente in pattugliamenti del Mare del Nord ed esercitazioni.
Dopo la guerra, la Ajax fu assegnata alla Mediterranean Fleet, con cui prese parte all'intervento alleato durante la guerra civile russa nel Mar Nero nel 1919-1920. La nave fu schierata nelle acque turche durante la crisi di Çanakkale nel settembre - ottobre 1922. L'Ajax fu posta in riserva nel 1924 prima di essere venduta per essere demolita due anni dopo secondo gli accordi del trattato navale di Washington.
Il nome della nave è preso da quello dell'eroe omerico Aiace, Ajax in inglese.

## Disegno e descrizione
La classe King George V fu progettata come versione più grande e migliorata della precedente classe Orion. La Ajax ebbe una lunghezza fuoritutto di 181,1 m, un baglio massimo di 27,2 m e un'immersione di 8,7 m. Dislocava 25 9000 t con carico normale. L'equipaggio contava 869 tra ufficiali e marinai al completamento.
Le navi della classe King George V erano propulse da due set di turbine a vapore Parsons a innesto diretto, ognuno collegato a due alberi con relative eliche, che usavano il vapore creato dalle 18 caldaie a carbone Babcock & Wilcox. Le turbine, che sviluppavano 20 000 kWe, furono scelte per dare alle navi la velocità di 21 nodi (39 km/h). Durante le prove in mare del 12-13 maggio 1913 la Ajax raggiunse la velocità di 21,2 nodi da una potenza di 21 810 kW. Aveva un'autonomia di 6'310 miglia nautiche alla velocità di crociera di 10 nodi.

### Corazzatura e armamento
Come la classe Orion, la classe King George V fu equipaggiata con 10 cannoni Mark V da 343 mm in 5 torrette binate idrauliche, tutte sull'asse di simmetria. Le torrette erano chiamate 'A', 'B', 'Q', 'X' e 'Y', da prua a poppa. L'armamento secondario consisteva in 16 cannoni Mark VII da 102 mm. Otto di questi erano montanti sul castello di prua, quattro sul cassero e quattro in casematte sul lato dello scafo davanti alla prima torretta a prua. Quattro cannoni da 47 mm a salve erano anche a bordo. La nave era equipaggiata anche con tre tubi lanciasiluri sommersi da 533 mm, uno su ogni fiancata e uno a poppa, con 14 siluri immagazzinati.
Le navi della classe King George V erano protette da una cintura corazzata al galleggiamento da 305 mm che si estendeva tra le barbette. I ponti variavano di spessore tra 25 e 102 mm con la porzione più spessa a protezione della timoneria a poppa. Le torrette principali erano spesse 279 mm e sostenute da barbette spesse 254 mm.

### Modifiche
Un sistema di puntamento fu installato sul tetto della coffa di vedetta nel 1914, prima dell'inizio della guerra. L'originale albero di prua a palo fu rinforzato da montanti flangiati per renderlo più resistente e permettergli di sorreggere il peso del nuovo apparecchio. Nell'ottobre 1914 furono aggiunti un paio di cannoni antiaerei da 76 mm. Le reti anti-siluro furono rimosse nel 1915-1916. Approssimativamente 81 t di ponti corazzati furono aggiunti dopo la battaglia dello Jutland e fu aggiunto anche un telemetro per la media distanza sopra la torre di comando. Nello stesso periodo la nave fu modificata per usare un pallone aerostatico d'osservazione. Per l'aprile 1917 i cannoni da 102 mm nelle casematte nello scafo erano stati rimossi dato che erano frequentemente inutilizzabili a causa del mare mosso. Le casematte furono coperte e alcune parti furono usate come cuccette. Lo stesso anno la coffa di vedetta fu allargata e l'albero di prua fu cambiato con uno a tripode per resistere all'ulteriore peso. Il tubo lanciasiluri di poppa fu smontato nel 1917-1918 e catapulte per gli aerei furono montate sulle torrette 'B' e 'Q' nel 1918.

## Costruzione e carriera
La Ajax, chiamata così dal nome inglese del eroe omerico Aiace, fu la quinta nave con questo nome ad entrare in servizio con la Royal Navy. Ordinata nel piano navale del 1910-1911, la nave fu impostata presso Scotts Shipbuilding & Engineering nel loro cantiere di Greenock il 27 febbraio 1911 e varata il 21 marzo 1912. Fu completata un anno dopo al costo di 1 889 387 £, ma non entrò in servizio fino al 31 ottobre 1913, unendosi alle sue navi gemelle nel 2nd Battle Squadron (BS). Tutte e quattro le navi della classe rappresentarono la Royal Navy durante le celebrazioni della riapertura del Canale di Kiel, tenutasi in concomitanza con la settimana di Kiel, a Kiel, in Germania, nel giugno 1914.

### Prima guerra mondiale
Tra il 17 e il 20 luglio 1914, la Ajax prese parte ad un test di mobilitazione e rivista della flotta come parte della risposta britannica alla crisi di luglio. Arrivò a Portland il 25 luglio e le fu ordinato di procedere con il resto della flotta verso Scapa Flow quattro giorni dopo per salvaguardare la flotta de un possibile attacco a sorpresa tedesco. Nell'agosto 1914, dopo lo scoppio della guerra, la Home Fleet fu riorganizzata col nuovo nome di Grand Fleet e posta sotto il comando dell'ammiraglio Sir John Jellicoe. Mente svolgeva degli esercizi d'addestramento qualche settimana dopo, la nave ebbe dei problemi con una delle torrette dovette tornare a Scapa per la riparazione. Agli inizi di ottobre la nave iniziò un breve raddobbo presso il HM Dockyard di Devonport. 
Ripetute segnalazioni di sottomarini a Scapa Flow portarono Jellicoe a concludere che le difese erano inadeguate e ordinò alla Grand Fleet di dividersi sulle altre basi fino a quando la difesa non fosse stata rinforzata. Il 16 ottobre il 2nd BS fu spedito a Loch na Keal sulla costa occidentale della Scozia. La squadra partì per addestramento con l'artiglieria davanti alla costa nord dell'Irlanda la mattina del 27 ottobre e la dreadnought Audacious colpì una mina, posata pochi giorni prima dal posamine ausiliario tedesco SS Berlin. Pensando che la nave fosse stata silurata da un sottomarino le altre corazzate, inclusa la Ajax, furono fatte allontanare dall'area, mentre le navi più piccole prestarono soccorso alla Audacious. La sera del 22 novembre 1914 la Grand Fleet condusse un'infruttuoso pattugliamento nella parte meridionale del Mare del Nord. La Ajax era nel corpo principale a supporto della Prima Squadra Incrociatori da Battaglia del viceammiraglio David Beatty. La flotta ritornò in porto a Scapa Flow per il 27 novembre.
Il transatlantico tedesco internato SS Kronprinzessin Cecilie, rinominato HMS Princess, servì come bersaglio per la Ajax dal 1 novembre 1914 fino al 9 gennaio 1916, quando il transatlantico fu convertito in un incrociatore mercantile armato. Fu basato a Loch Ewe, sulla costa occidentale della Scozia, e pattugliò l'Atlantico.

#### Bombardamento di Scarborough, Hartlepool e Whitby
La Room 40 della Royal Navy intercettò e decrittò il traffico radio tedesco che conteneva i piani per un attacco tedesco a Scarborough, Hartlepool e Whitby a metà dicembre usando quattro incrociatori da battaglia del I Aufklärungsgruppe del contrammiraglio Franz von Hipper. Il messaggio radio non menzionava che la Hochseeflotte con quattordici dreadnought e otto pre-dreadnought avrebbe rinforzato il gruppo di Hipper. Le navi di entrambi gli schieramenti lasciarono le rispettive basi il 15 dicembre, con i britannici che intendevano tendere un'imboscata ai tedeschi sulla strada del ritorno. Furono radunate le sei corazzate del 2nd BS ai comandi del viceammiraglio Sir George Warrender, incluso la Ajax e le gemelle King George V e Centurion, che furono nel corpo centrale in supporto ai quattro incrociatori di Beatty. Mentre il 2nd BS stava lasciando Scapa Flow nel buio, la Ajax ebbe una collisione con un peschereccio, ma non ebbe alcun danno significativo.
Le forze elusive di entrambi gli schieramenti si incontrarono nell'oscurità del primo mattino del 16 dicembre, con il brutto tempo. I Tedeschi ebbero la meglio nel primo scontro a fuoco, danneggiando seriamente alcuni cacciatorpediniere britannici, ma l'ammiraglio Friedrich von Ingenohl, comandante della Hochseeflotte, ordinò alle due navi di invertire la rotta, spaventato da un possibile attacco di massa dei cacciatorpediniere nemici alle luci dell'alba. Una serie di comunicazioni errate ed errori degli inglesi permisero alle navi di Hipper di evitare l'ingaggio con le forze di Beatty.

#### 1915–1916
Le navi di Jellicoe, inclusa l'Ajax, condussero addestramenti di artiglieria tra il 10 e il 13 gennaio 1915 a ovest delle Orcadi e delle Shetland. La sera del 23 gennaio il nerbo della Grand Fleet partì in supporto degli incrociatori di Beatty, ma l'Ajax e il resto della flotta non partecipò alla seguente battaglia di Dogger Bank il giorno dopo. Dal 7 al 10 marzo, la Grand Fleet condusse una sortita nel Mare del Nord settentrionale, durante la quale condusse manovre d'allenamento. Un'altra crociera simile si svolse tra il 16 e il 19 marzo. L'11 aprile la Grand Fleet condusse un pattugliamento del Mare del Nord centrale e ritornò in porto il 14 aprile. Un altro pattugliamento dell'area si svolse tra il 17 e il 19 aprile, seguito da prove d'artiglieria davanti alle Shetland il 20 e 21 dello stesso mese.
La Grand Fleet condusse sortite nel Mare del Nord centrale tra il 17 e il 19 maggio e tra il 29 e il 31 dello stesso mese senza incontrare alcuna nave tedesca. Tra l'11 e il 14 giugno la flotta condusse prove di tiro ed esercizi di battaglia a ovest della Shetland e un altro addestramento iniziò davanti allo stesso arcipelago l'11 luglio. Il 2nd BS fece pratica di tiro nel Moray Firth il 2 agosto e ritornò poi a Scapa Flow. Tra il 2 e il 5 settembre la fotta effettuò un'altra sortita nel Mare del Nord settentrionale e fece pratica con l'artiglieria. Durante il resto del mese la Grand Fleet condusse numerosi esercizi di allenamento. La nave, insieme alla maggior parte della flotta, svolse un'altra missione nel Mare del Nord tra il 13 e il 15 ottobre. Quasi tre settimane dopo, la Ajax partecipò ad un'altra esercitazione di flotta a ovest delle Orcadi tra il 2 e il 5 novembre e ripeté l'esercizio all'inizio di dicembre.
La Grand Fleet effettuò una sortita in risposta ad un attacco navale tedesco contro forze britanniche leggere nella zona del Dogger Bank il 10 febbraio 1916, ma fu richiamata quando due giorni dopo si scoprì che nessuna nave tedesca più grossa di un cacciatorpediniere era stata nell'area. La flotta partì per una crociera nel Mare del Nord il 26 febbraio. Jellicoe pensava di utilizzare la Harwich Force per setacciare la baia di Helgoland, ma il maltempo bloccò le operazioni in quell'area. Come risultato l'azione fu confinata alla parte n. Un'altra ricerca iniziò il 6 marzo ma dovette essere abbandonata il giorno seguente dato che il tempo stava diventando troppo gravoso per i cacciatorpediniere di scorta. La notte del 25 marzo la Ajax e il resto della flotta partirono da Scapa Flow in supporto agli incrociatori da battaglia di Beatty ed altre forze leggere che stavano attaccando la base tedesca di Zeppelin di Tønder. Per quando arrivò la Grand Fleet, il 26 marzo, le forze britanniche e tedesche erano già disingaggiate e una forte burrasca metteva in pericolo le navi minori, quindi la flotta ritornò a casa. Il 21 aprile, la Grand Fleet condusse una dimostrazione davanti a Horns Rev per distrarre i Tedeschi mentre la Marina Imperiale Russa posava i suoi campi minati difensivi nel Baltico. La flotta ritornò a Scapa Flow il 24 aprile e fece rifornimento prima di procedere a sud in risposta ai rapporti dell'intelligence che i Tedeschi stessero per attaccare Lowestoft, ma arrivarono nell'area dopo che i Tedeschi l'avevano già abbandonata. Dal 2 al 4 maggio, la flotta condusse un'altra dimostrazione davanti a Horns Rev per mantenere i tedeschi concentrati sul Mare del Nord.

#### Battaglia dello Jutland
In un tentativo di distruggere una porzione della Grand Fleet, la Hochseeflotte, composta da sedici dreadnought, sei pre-dreadnought e varie navi di supporto, partì dalla baia di Jade la mattina del 31 maggio. La flotta navigava con i cinque incrociatori di Hipper. La Room 40 aveva intercettato e decrittato il traffico radio tedesco contenente i piani dell'operazione. In risposta, l'Ammiragliato ordinò alla Grand Fleet, 28 dreadnought e 9 incrociatori in totale, di lasciare il porto di notte per tagliare la strada alla flotta teutonica.
Il 31 maggio, la Ajax, sotto il comando del capitano George Baird, fu la seconda nave dalla testa della linea di battaglia dopo lo schieramento. Sparò una bordata di sei proiettili verso gli incrociatori da battaglia nemici del I Aufklärungsgruppe poco dopo le 19:00 ma dovette subito cessare il fuoco a causa della visuale oscurata dalle navi del 4th Light Cruiser Squadron. Quella fu l'unica volta che usò i cannoni in battaglia.

#### Attività seguente
La Grand Fleet effettuò una sortita il 18 agosto per tendere un'imboscata alla flotta d'alto mare tedesca mentre navigava nel Mare del Nord meridionale, ma una serie di comunicazioni errate ed errori bloccarono Jellicoe dall'intercettare la flotta tedesca prima che potesse ritornare in porto. Due incrociatori leggeri furono affondati da U-Boot tedeschi durante le operazioni spingendo Jellicoe a decidere di non rischiare ulteriormente le unità maggiori andando più a sud di 55° 30' N a causa dell'alto numero di sottomarini e mine tedesche. L'Ammiragliato concluse e decise che la Grand Fleet non sarebbe più sortita se non in caso di invasione tedesca della Gran Bretagna o se ci fosse stata un'alta possibilità di ingaggiare il nemico con condizioni favorevoli.
Nell'aprile 1918 la Hochseeflotte lasciò di nuovo il porto per attaccare i convogli britannici verso la Norvegia. Mantennero il silenzio radio durante tutta l'operazione, fatto che impedì ai crittoanalisti della Room 40 di allertare il nuovo comandante in capo della Grand Fleet, l'ammiraglio Beatty. I Britannici seppero dell'uscita solo quando un incidente sull'incrociatore SMS Moltke obbligò la nave a rompere il silenzio radio per informare il comando tedesco della sua condizione. Beatty allora ordinò alla Grand Fleet di prendere il mare per intercettare i Tedeschi, ma non fu capace di raggiungerli prima che ritornassero in Germania. L'Ajax era presente a Rosyth, in Scozia, quando la Hochseeflotte si arrese il 21 novembre.
Per il 18 luglio 1919, l'Ajax era stata assegnata al 4th Battle Squadron della Mediterranean Fleet e fu raddobbata a Malta. Nel febbraio 1920 assistette all'evacuazione di Odessa, in Russia, e ritornò a Costantinopoli, in Turchia, il 12 febbraio. Il viceammiraglio Sir John de Robeck, comandante in capo della Mediterranean Fleet, issò la sua bandiera sull'Ajax il 18 aprile e la nave salpò alla volta del Caucaso per permettergli di investigare sulla situazione dovuta all'avanzata dei bolscevichi. Dopo il suo arrivo due giorni dopo, la nave bombardò brevemente alcune posizioni bolsceviche vicino a Sochi prima di arrivare nuovamente a Costantinopoli il 25 aprile. All'inizio di giugno l'Ajax era a Sebastopoli, anche se fu a Batumi, in Georgia, per il 22 giugno, dove rimase fino al 9 luglio per coprire l'evacuazione della città svolta dalle forze bianche.
De Robeck issò la sua bandiera nuovamente sull'Ajax nel febbraio 1921 quando viaggiò da Malta a Smyrne, Costantinopoli e Lemno prima che la nave tornasse a Malta alla fine del mese. Durante la crisi di Çanakkale le fu ordinato di raggiungere Smyrne nel settembre 1922, insieme a quasi tutta la Mediterranean Fleet. Dopo che l'armistizio di Mudanya pose fine alla crisi, l'Ajax procedette verso Malta per un raddobbo. Quando l'ultimo sultano dell'Impero Ottomano, Abdulmejid II, fu deposto nel 1923, fu portato a La Mecca a bordo dell'Ajax. La nave ritornò a Devonport nell'aprile 1924 e fu posta in riserva. Fu disarmata e posta sulla lista di vendita nell'ottobre 1926 secondo le restrizioni sul tonnellaggio del trattato navale di Washington. Il 10 dicembre l'Ajax fu venduta all'Alloa Shipbreaking Company e arrivò a Rosyth quattro giorni dopo per essere demolita.